# Parafia Ducha Świętego we Włocławku
Parafia Ducha Świętego we Włocławku – rzymskokatolicka parafia we Włocławku, należąca do diecezji włocławskiej i dekanatu włocławskiego II. Powołana w 1939 roku przez księdza biskupa Karola Radońskiego. Obsługiwana przez księży diecezjalnych.

## Duszpasterze
- proboszcz: ks. kan. dr Sebastian Osiński (od 2017)
- wikariusz: ks. Damian Borucki (od 2023)
- wikariusz: ks. Dawid Brauer (od 2024)
- rezydent: ks. kan. Dionizy Lewandowski
- pracownicy Kurii Diecezjalnej i instytucji diecezjalnych
- mieszkańcy Domu Księży Emerytów

## Kościoły
- kościół parafialny: Kościół Ducha Świętego we Włocławku